# Boxeuropameisterschaften 1963
Die 15. Herren-Boxeuropameisterschaften der Amateure wurden vom 26. Mai bis 2. Juni 1963 in der sowjetischen Hauptstadt Moskau ausgetragen. Es nahmen 133 Kämpfer aus 18 Nationen teil.
Es wurden Medaillen in zehn Gewichtsklassen vergeben. Die Sowjetunion errang sechs Titel, Polen zwei und die Tschechoslowakei und Ungarn jeweils einen.

## Ergebnisse
| Klasse            | Gold                              | Silber                       | Bronze                                                         |
| Fliegengewicht    | Wiktor Bystrow Sowjetunion        | Stefan Panajotow Bulgarien   | Constantin Ciucă Rumänien Paolo Vacca Italien                  |
| Bantamgewicht     | Oleg Grigorjew Sowjetunion        | Branislav Petrić Jugoslawien | Nicolae Puiu Rumänien Rainer Poser DDR                         |
| Federgewicht      | Stanislaw Stepaschkin Sowjetunion | Giovanni Girgenti Italien    | Jerzy Adamski Polen Andrei Otteanu Rumänien                    |
| Leichtgewicht     | János Kajdi Ungarn                | Boris Nikanorow Sowjetunion  | Antero Halonen Finnland Giuseppe Sabri Italien                 |
| Halbweltergewicht | Jerzy Kulej Polen                 | Aloizs Tumiņš Sowjetunion    | Bruno Arcari Italien Gerhard Dieter Deutschland                |
| Weltergewicht     | Ričardas Tamulis Sowjetunion      | Silvano Bertini Italien      | János Kálmán Ungarn Bohumil Němeček Tschechoslowakei           |
| Halbmittelgewicht | Boris Lagutin Sowjetunion         | Andrew Wyper Schottland      | Virgil Badea Rumänien Siegfried Olesch DDR                     |
| Mittelgewicht     | Waleri Popentschenko Sowjetunion  | Ion Monea Rumänien           | Emil Schulz Deutschland Dragoslav Jakovljević Jugoslawien      |
| Halbschwergewicht | Zbigniew Pietrzykowski Polen      | Danas Pozniakas Sowjetunion  | František Poláček Tschechoslowakei Bernard Thebault Frankreich |
| Schwergewicht     | Josef Němec Tschechoslowakei      | Andrei Abramow Sowjetunion   | Dante Cané Italien Klaus Degenhardt DDR                        |

## Medaillenspiegel
| Rang | Land                            | Gold | Silber | Bronze | Gesamt |
| ---- | ------------------------------- | ---- | ------ | ------ | ------ |
| 01   | Sowjetunion                     | 6    | 4      | 0      | 10     |
| 02   | Polen                           | 2    | 0      | 1      | 3      |
| 03   | Tschechoslowakei                | 1    | 0      | 2      | 3      |
| 04   | Ungarn                          | 1    | 0      | 1      | 2      |
| 05   | Italien                         | 0    | 2      | 4      | 6      |
| 06   | Rumänien                        | 0    | 1      | 4      | 5      |
| 07   | Jugoslawien                     | 0    | 1      | 1      | 2      |
| 08   | Bulgarien                       | 0    | 1      | 0      | 1      |
| 08   | Schottland                      | 0    | 1      | 0      | 1      |
| 10   | Deutsche Demokratische Republik | 0    | 0      | 3      | 3      |
| 11   | Deutschland                     | 0    | 0      | 2      | 2      |
| 12   | Finnland                        | 0    | 0      | 1      | 1      |
| 12   | Frankreich                      | 0    | 0      | 1      | 1      |
|      | Gesamt                          | 10   | 10     | 20     | 40     |